# Février 1885

## Événements
- 5 février : les Italiens s'installent à Massaoua en Érythrée et bloquent la côte. Prenant le prétexte du massacre de l’explorateur Bianchi et sollicité par la Grande-Bretagne, le gouvernement s’est résolu à agir dès décembre 1884.

- 7 février : inauguration du nouveau Théâtre de l’Opéra de Nice, conçu par François Aune, architecte niçois.

- 14 - 15 février : succès de l'amiral Courbet et ses 25 000 hommes sur la Chine au combat de Shipu. Les troupes chinoises sont vaincues par les forces françaises qui prennent Ningbo et s'emparent des îles Pescadores.

- 21 février : naissance à Saint-Pétersbourg de Alexandre Georges-Pierre Guitry dit Sacha Guitry.

- 23 février : acte final du Congrès de Berlin sur le partage de l'Afrique.
  - La conférence de Berlin reconnaît la souveraineté du roi des Belges Léopold II, sur l'État indépendant du Congo, à titre personnel. Il s’autorise à y intégrer le Katanga.
  - La Grande-Bretagne fait reconnaître ses droits sur la Côte de l'Or et le Nigeria (1885-1890).
  - L'acte reconnaît implicitement les revendications de la France sur le Haut et Moyen Niger.

- 26 février : clôture de la Conférence de Berlin.
- 27 février : les Allemands établissent un protectorat sur 140 000 km2 au Tanganyika. Bismarck accorde une charte à la Deutsche Ost Afrikanische Gesellschaft.

- 28 février : fin du siège de Tuyen Quang.

## Naissances
- 4 février : Cairine Wilson, première femme à être sénatrice du Canada.
- 7 février : Sinclair Lewis, écrivain américain († 10 janvier 1951).
- 9 février : Alban Berg, compositeur († 24 décembre 1935).
- 14 février : Ernest Pérochon, écrivain français, Prix Goncourt 1920 († 10 février 1942).
- 21 février : Sacha Guitry, écrivain et réalisateur français († 24 juillet 1957).
- 24 février :
  - Witkacy : philosophe, pamphlétaire, peintre, photographe et romancier polonais († 18 septembre 1939).
  - Chester William Nimitz, amiral américain († 20 février 1966).

## Décès
- 1er février : Sidney Gilchrist Thomas ingénieur britannique (° 1850)
- 25 février : Joseph-Édouard Cauchon, homme politique.